# 舍巴利诺农村居民点
舍巴利诺农村居民点（俄语：Шебалиновское сельское поселение）是俄罗斯联邦伏尔加格勒州十月区所属的一个农村居民点。其下辖有3个居民点，行政中心为舍巴利诺。据2016年统计，该农村居民点的人口为1117人。